# Koreai színjátszás

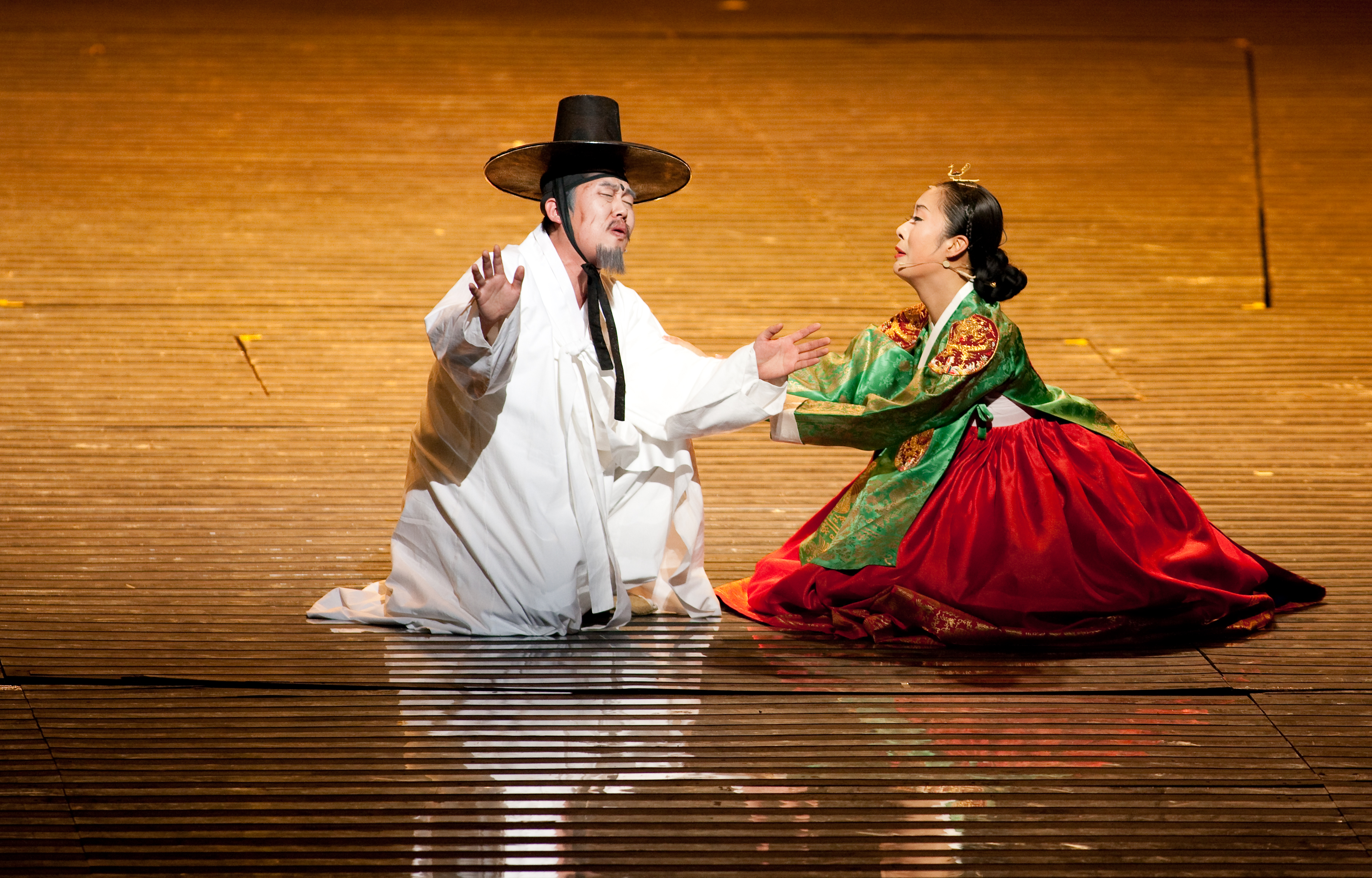
Egy phanszori előadás

A koreai színjátszás kezdeteiben, agrárkultúra lévén, Koreában nem jutott akkora tér a nyugati stílusú színházaknak. A legtöbb darabot szabad ég alatt, a tömeget bevonva adták elő, nem jellemzi őket forgatókönyv, és főleg a mozgásra, pantomimre, mimikára, énekre és zenére épültek. A színjátszás hagyományos műfajai a thalcshum (maszkos tánc, 탈춤), a phanszori (판소리) és a koreai bábjáték, melynek attribútumai, vagyis énekes-táncos mivoltuk alapozta meg a mai nyugati musicalek sikerét is.

## A Koreai színház története

### A színjátszás kezdetei
Koreát – a többi kelet-ázsiai országhoz hasonlóan – nem érte el olyan korán az urbanizáció, mint a Nyugatot. Mezőgazdasági kultúra lévén, a klasszikus értelemben vett színházaknak és színjátszásnak nem volt tere, helyette a falvakat járó vándor színházak tudtak kialakulni. Ezek a darabok drámaírók nélkül a farmerek egyszerű, de művészi zenéjéből és a sámánrituálék stílusából formálódott, míg megszületett a három tradicionális műfaj a thalcshum (maszkos tánc, 탈춤), a phanszori (hasonló az operához; 판소리) és a koreai bábjáték. A játékokat szabad ég alatt – elsősorban éjszaka – főleg a forgalmas tereken illetve nagyobb házak udvarain adták elő, és habár gyakran ideiglenes színpadokat is állítottak, inkább a közönséget bevonva, a tömeg között adtak elő. A színdarabok kifejezésmódjai nagyban különböztek a középkori európai darabokétól, fő elemeit a tánc, mimika, pantomim és a hanglejtés jelentették, míg legfőbb eszközei a jelmezek, maszkok és bábok voltak. Természetes úton való kialakulása révén a színjátszás nem volt szervezett vagy stilizált és főleg a köznép körében tudott elterjedni, ez utóbbit annak is köszönhette, hogy az előadások történetei a leg hétköznapibb témákat dolgozták fel, mint a buddhista aszkétizmus, a jangban (양반), vagyis a koreai arisztokrácia, korrupciói vagy a patriarchális társadalom okozta házaspárok közötti ellentét. Az összes színdarab témáját a konfuciánus értékek alapozták meg, így a történetek központi eleme a gonoszok megbüntetése, az erényesek megjutalmazása mindezt szatirikus elemekkel vegyítették. A történetek mindig boldog befejezéssel értek véget.

### Az első színház megépülése

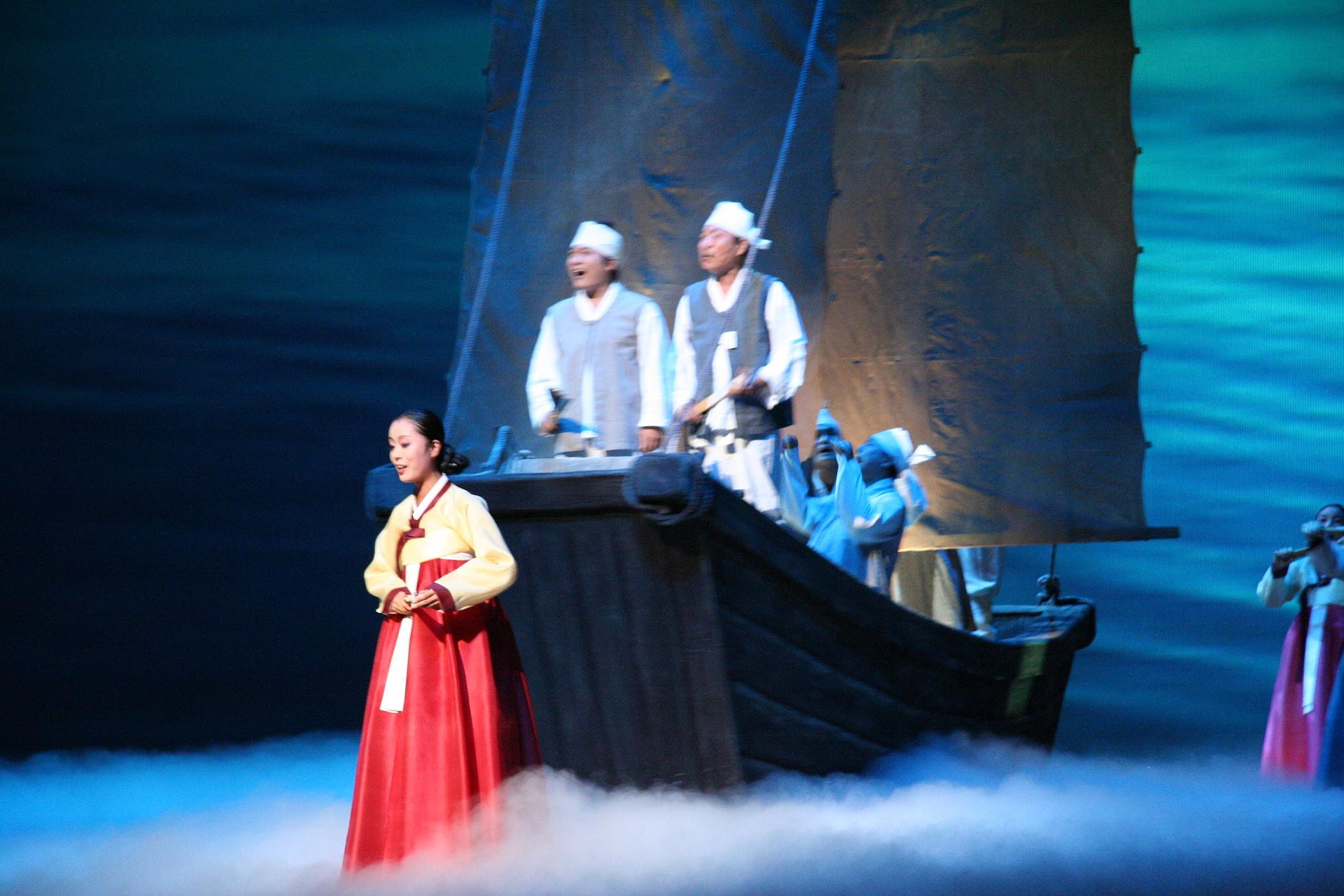
A Sigonggvan színház Szöulban

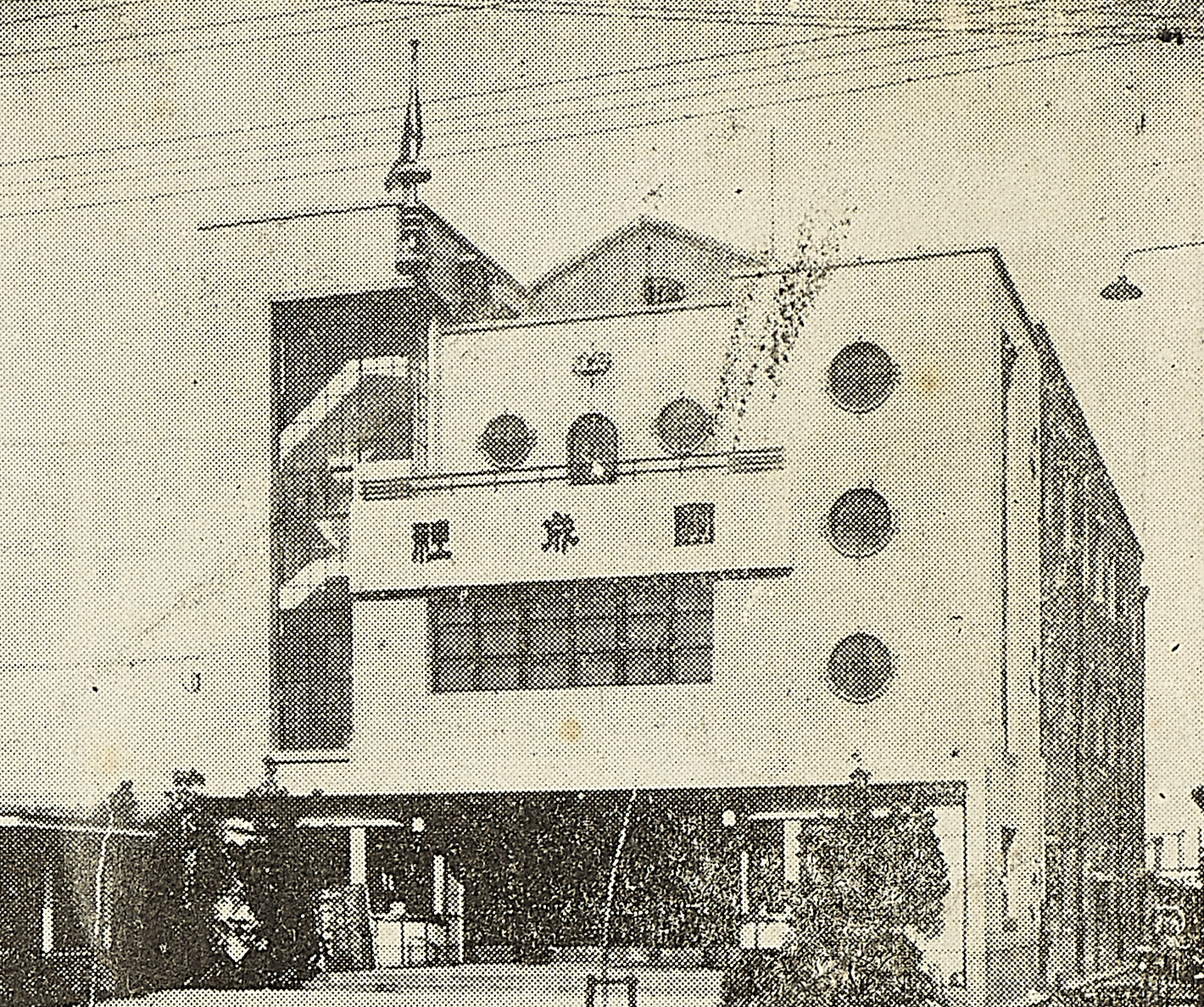
A Tanszongsza színház épülete

A korai 20. századig fejlődő és kialakult koreai színjátszásban radikális változás következett be, amikor a kormány megkezdte a „felvilágosult” politikáját. A nyugati színházi élet megismerésével, az előadásmód kezdett átalakulni. Az első nagy fordulópontot az 500 férőhelyes Hjomnjulsza (협률사), vagyis az első klasszikus színház felállítása jelentette 1902-ben. A színház megépítésének eredeti oka az udvari katonazenekarnak való pénzgyűjtés volt. Összesen 170 alkalmazottat: énekest, táncost, zenészt, és humoristát vettek fel, legtöbbjük korábbi híres phanszori énekes vagy kiszeng volt. Később néhány további magánszínház is megnyitott, de mind egytől-egyig a tradicionális koreai darabokat játszotta.
A Hjomnjulszát két és fél év után záratta be néhány konzervatív akadémikus és bürokrata, helyét pedig kisebb magánszínházak vették át, mint a Tanszongsza (hangul: 단성사) és a Jonhungsza (hangul: 연흥사). A korszak mind politikailag mind kulturálisan ingatag volt, a Koreai-félsziget a japán, orosz és kínai erők csataterévé vált. A legtöbb befolyást a csingcsü (egyszerűsített kínai: 京剧, hagyományos kínai:京劇, pinjin: Jīngjù) kínai színtársulatok megjelenése eredményezte, melynek hatására a korábban egyszemélyes phanszori darabokból kialakult a több színészt, jelmezeket, sminkeket felvonultató cshangguk (창극). Habár kínai elemeket alkalmazott, a cshangguk gyökere mégis a tradicionális phanszori opera volt, de az embereket kezdetben alig fogta meg az új jelenség. Az új stílus képviselője az 1908-ra megépült Vongaksza (원각사) színház volt.
1910-ben a színjátszás alakulása új fordulatot vett, mikor az új stílus a sinjonguk (új dráma, 신연극) megjelent. Az előadók és a közönség is kettévált, az egyik képviselte a hagyományos színjátszást, a kujongukot (구연극), a másik pedig az új drámát. Az előbbinek legjelentősebb színtere a Kvangmude (광무대) színház, míg utóbbinak a Jonhungsza (연흥사)volt.

### A Kvangmude
Mikor a nacionalista impresszárió Pak Szangphil átvette a Kvangmude irányítását, néhány évig az egyetlen hagyományos színdarabokat játszó színház volt, habár 1903-tól kezdve mozgóképet is vetítettek. 1908-ban felújították, de továbbra is csak 40 férőhelyes és gyenge felszereltségű maradt. Pak Szangphil azonban pont azt adta meg mind a színészeknek, mind a közönségnek, amire szükségük volt; továbbra is phanszorit, ccshanggukot, népdalokat és vicces dialógusokat mutatott be színházában, a színészek pedig rendszeresen léphettek fel. A Japánból elterjedő új dráma darabjait az 1910-es évektől kezdve már széles körben játszották. 1924-ben anyagi nehézségek miatt, a Kvangmudét egy évig a Tovolhö (hangul: 도월희) nevű társaságtól kellett bérelniük a tulajdonosoknak, mely az új drámát képviselő színtársulat volt. A színház kénytelen volt tehát alkalmanként műsorra tűzni az új dráma színdarabjait, de továbbra is csak kis számban, a tradicionális darabok közé illesztve. A színház majd három évtizedes történetének az 1932-es leégése vetett véget, ezzel még jobban átadva a kultúrát a külföldi behatásoknak.

### A Jonhungsza és azúj drámamozgalma
Az 1905-ben nyílt Jonhungsza volt az új dráma valódi képviselője, azonban 1918-ban pénzügyi nehézségek miatt be kellett zárnia. A különböző japán impresszáriók által, a korszakban nyitott filmszínházak számának növekedése miatt, a színészek nem jutottak elég térhez a fellépésekhez és gyakran maguk is bérelt filmszínházakban játszottak. A Japánban tanulók kezdtek megismerkedni a nyugati [realizmus]sal, és kétségbeesetten szerették volna az új tökéletesített színjátszással a közönséget is megismertetni, de számukra se jutott elég tér a kevés számban megmaradt színház körében. Újabb nagy változás csak 1935-ben következett be.

### A II. világháború előtti és utáni korszak

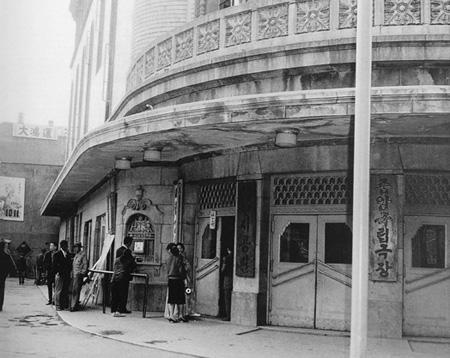
A Sigonggvan színház Szöulban

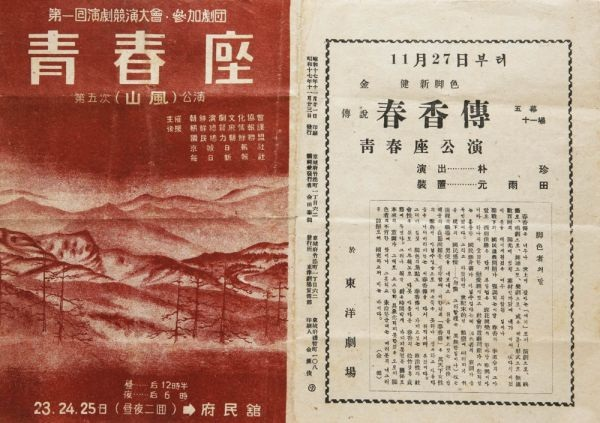
A Tongjang színház programfüzete

Két új nagy színház nyitotta meg kapuit, a 650 férőhelyes Tongjang (동양) színház Pe Gudzsa (배구자) híres táncos vezetése alatt, illetve a Pumingvan (부밍완), az 1800 férőhelyes szórakoztató-központ, melyet a gyarmati kormányzat hozott létre. A Tongjang megépülésével rengeteg színházi alkalmazott, színészek, színdarabírók, producerek, színpadi tervezők, világosítók jutottak újra rendszeres, havi fizetéshez, így nem kellett többé családjukkal nélkülözve élniük. Habár a Tongjang főleg kereskedelmi célokat szolgált, a színházi munka, mint hivatás megjelenésével, a színházak száma ugrásszerűen megsokszorozódott.
A Pumingvan inkább a magas presztízsű társulatok fellépési helye volt és csak ritkán játszottak benne színdarabokat. Ez a két színház jelentette a fő megjelenési teret a II. világháború kezdetéig. A háború után a színjátszás újra két részre szakadt, ezúttal az egyik a baloldali szocialista értékeket képviselte, míg a másik nem politikai színdarabok bemutatásával próbálkozott. Ennek eredménye a gyenge minőségű, propagandadrámák megjelenése volt. A Tongjang kezdte elveszíteni jelentőségét a filmszínházakkal szemben. A Koreai-félsziget kettészakadása után, a baloldali drámaírók északra mentek és Phenjanban meg alapították az első észak-koreai színházakat. A dél-koreai Nemzeti Színitársulat 1950-ben alakult meg és céljául a kommunistaellenes darabok bemutatását tűzte ki. Míg a koreai háború alatt Tegu filmszínháza volt a Nemzeti Színház, a kormány kapitulációja és Szöulba való visszatérése után az új Nemzeti Színház a 750 férőhelyes Sigonggvan lett Szöul egyik kerületében.
1958-ban a tájékoztatási minisztérium újra tervezve a nemzeti vasúti társaság épületének egyik szárnyát, létrehozta a 300 férőhelyes Vongaksza (hangul: 원각사) színházat. Később pedig, a Rockefeller Alapítvány támogatásából megépült a 450 férőhelyes Drama Center a szöuli Namszan hegyen, melynek létrejöttével a vezető színházi társaságok (pl.: a Sinhjop), újra hihettek a koreai színjátszás feléledésében. Egyre többen csatlakoztak a mozgalomhoz és mind színházi, mind filmszínészek tömegei léptek fel az új létesítményben. Anyagi nehézségei miatt később azonban a Drama Centernek is be kellett zárnia. Társulatok jöttek-mentek, de saját színházak híján, mindannyiuk számára csak a Nemzeti Színház jelentett teret, ahol a tavaszi és őszi időszakban kaphattak egy-egy hetet előadásra. Az évi tíz fellépés nem jelentett elég tapasztalatszerzési lehetőséget a színészek számára, így a színvonal nem tudott emelkedni. 1969-ben a Szabad Színház Társulat, az élén egy híres divattervezővel, egy 50 férőhelyes kávézó stílusú létesítményt nyitott. Bezárása után több színházat is próbáltak alapítani a helyén, de egy sem vált különösen sikeressé, habár a kis színházak új életet leheltek a színjátszásba.

### A kis színházak sikere és a diktatúra
1976 ban a Silhom Színház hangot adott a kis színházaknak, miután bemutatta Peter Shaffer Equus-át, és áttörő sikert ért el. A hat hónapig, sokszor tíz napig folyamatosan futó darab Korea színháztörténetének leghosszabbja volt. A sok kisebb létesítmény a Silhom példáját követve tudott hosszabb ideig futó darabokat bemutatni. Ahogy korábban, a színészek és dolgozok bére nőtt, és életszínvonaluk megemelkedett, már házat tudtak venni, hogy támogassák családjukat. Lassan azonban a népszerű, politikailag befolyásolt darabokkal szemben megindult a katonai diktatúra elnyomása ellen harcoló fiatalok mozgalma. Ezt, a politikai elitet kritizáló, sokszor hagyományosan szabad ég alatt előadott színjátékokra jellemző stílust madangguknak hívták. A dél-koreai diktátor Pak Csong Hi rengeteg új szigorítást hozott az Színművészeti Törvénnyel, de ennek 1981-es felülvizsgálása után a színházalapítás megint egyszerűvé vált. Az új kormány legnagyobb támogatását a Tehangnoban felhúzott, 700+250 férőhelyes Munje Center jelentette, mely maga köré gyűjtötte a színjátszás elitjét és évenkénti színházi fesztiváloknak is helyet adott.

### A 80-as évektől a jelenkorig: Tehangno, Korea Broadway-je
A 80-as évekre a Tehangno lett Dél-Korea Broadway-je, a 20 kisebb-nagyobb színházával. A 70-es évek közepén építették a 4000 férőhelyes Szedzsong Kulturális Központot is Szöulban. A 80-as évek agresszív kultúraterjesztő tevékenységének köszönhetően máig a legkisebb településeknek is megvan a maga kulturális központja. Míg a kisebb színházak még a hagyományos színdarabokat mutatták be, a nagy intézmények érzékenyek voltak a nyugati trendekre, egyre több és több musicalt mutattak be. A brit sikerdarabok, mint a Rent, a Chicago vagy a Jézus Krisztus Szupersztár Koreában is rengeteg nézőt vonzottak. A Toszolga volt az első forradalmi darab, ami megpróbálta ötvözni a koreai és a nyugati kultúrát. A zenekar a hagyományos buddhista daraboktól, a heavy metálon át, a Strauss-keringőig rengeteg különböző zenét felvonultat. Később A muzsika hangja, a Macskák vagy a Porgy és Bess is hasonló sikert értek el. A legemlékezetesebb nyugati stílusú koreai musical, az Utolsó Császárnő című darab, mely Min királyné tragédiáját dolgozza fel, akit a japánok meggyilkoltattak a Csoszon-dinasztia idején. A darab Szöul után New York-ban és Londonban is sikert aratott. A 90-es években indult harc az eredeti és fordított musicalek között máig tart, hiszen a népszerű nyugati musicalek, és filmfeldolgozások száma nő. Pl.: High School Musical, Catch Me If You Can. A 21. századi koreai musical világra nagyon jellemző a K-pop-énekesek és hallju színészek szereplése, mely lejjebb vitte a színházkedvelők korosztályának életkorát. Dél-Koreában nagy sikerrel mutatták be a magyar származású Lévay Szilveszter Mozart! és Elisabeth című musicaljeit is.

## A koreai színházművészet hagyományos fajtái

### Phanszori
A phanszori (판소리) zenés műfaj, melyben csupán egy énekes (szorikkun, 소리꾼) és egy dobos (koszu) vesz részt. Az énekes hangutánzással és mimikájával alakítja a karaktereket, míg a dobos ütemet ad az énekhez. Egy előadás akár 8 órán át is tarthat. A koreai színjátszás kezdeteiben tizenkét alap phanszori darabot különböztetünk meg (joldu madang, hangul:열두마당), de ezekből csak öt maradt fent: Sim Cshong éneke (hangul:심청가), Cshunhjang éneke (춘향가), Hungbo éneke (hangul:흥보가), A vízalatti palota (Szugung) éneke (hangul:수궁가), A vörös szirtek (Csokpjok) éneke (hangul:적벽가). A phanszori már nem csak a konfucianizmus alaptémáit dolgozta fel, de előtérbe helyezte a közemberek elérhetetlen álmainak megjelenítését is.

### Koreai bábjáték
Történetei főleg családi témákat dolgoztak fel, főszerepben egy idős közemberrel és annak feleségével, ágyasával illetve lányaival. A kor társadalomkritikája volt. Két szöveg maradt fent, mely ezeknek a történetét írja le, ezek a Kkoktugaksi nori és a Manszok cshung nori.

### Thalcshum
A thalcshum, vagyis a maszkos tánc, egy olyan drámatípus, ahol a szereplők ruhájukkal, mozgásukkal és a maszkokkal adtak elő különböző, mindenkit érintő társadalmi problémákat. A szó szótöve a thal, valamilyen kézzel készült, arcot fedő, állatot vagy emberarcot ábrázoló maszkot jelent, illetve betegséget, balszerencsét, vagyis olyan állapotot, ami remélhetőleg elmúlik. A táncok földrajzi helytől eltérően különböznek. Az ördögűzésből gyökerező művészeti ág, képzeletbeli lényeket is felhasznál, mint például a jangbanokat felfaló jongno szörny, de minden társadalmi osztályt rá jellemző maszk képvisel.

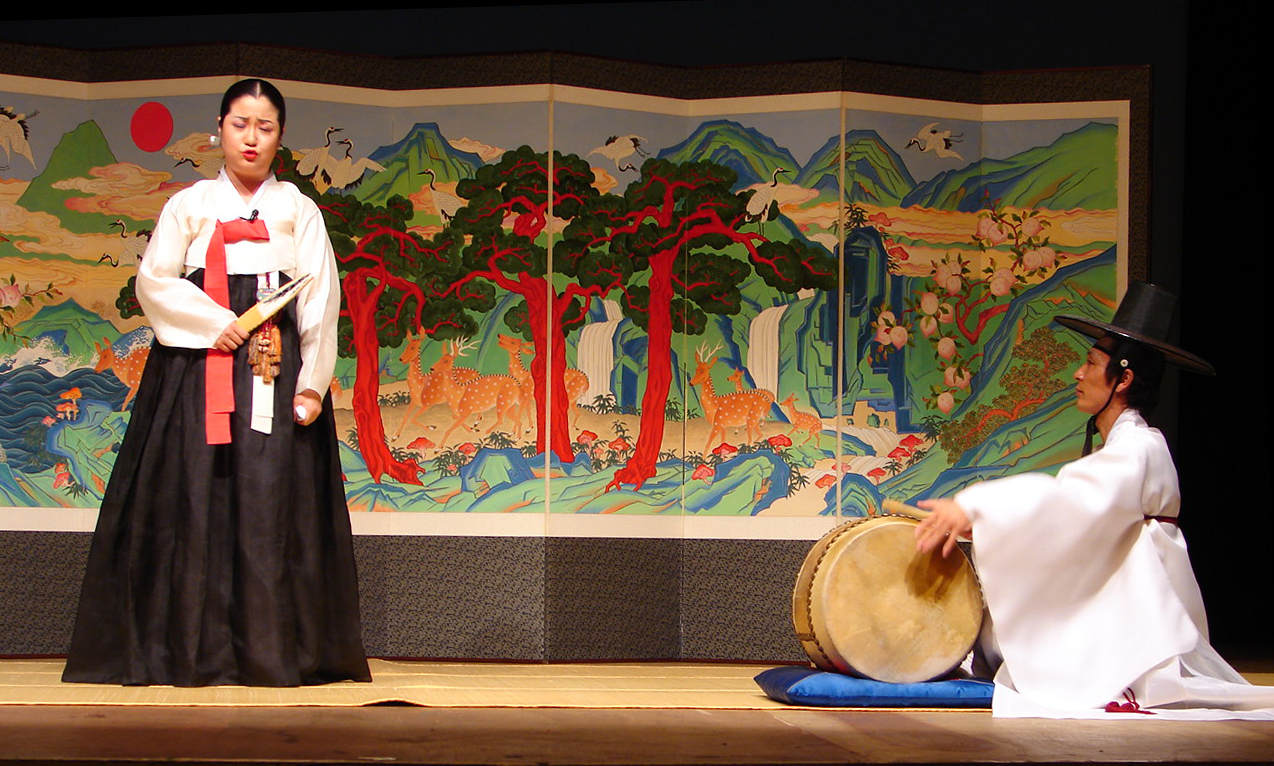
Phanszori előadás
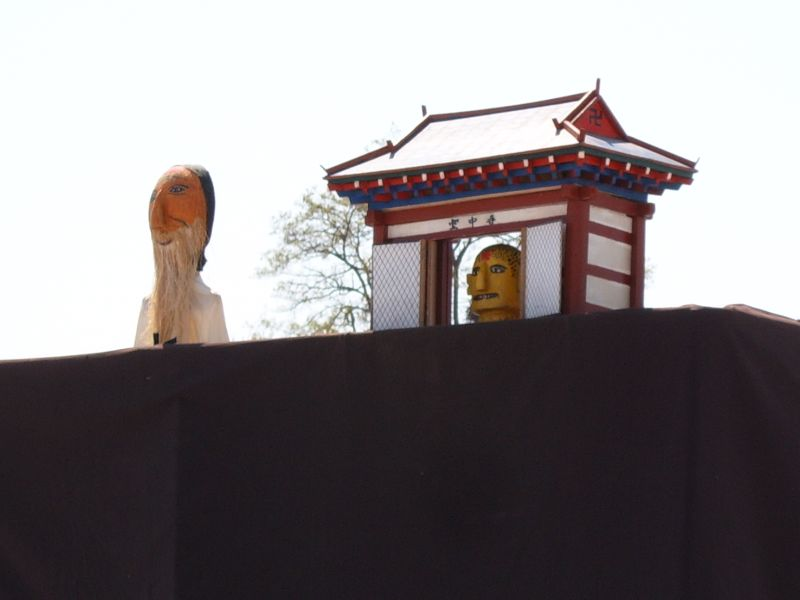
Részlet a Kkoktugaksi noriból
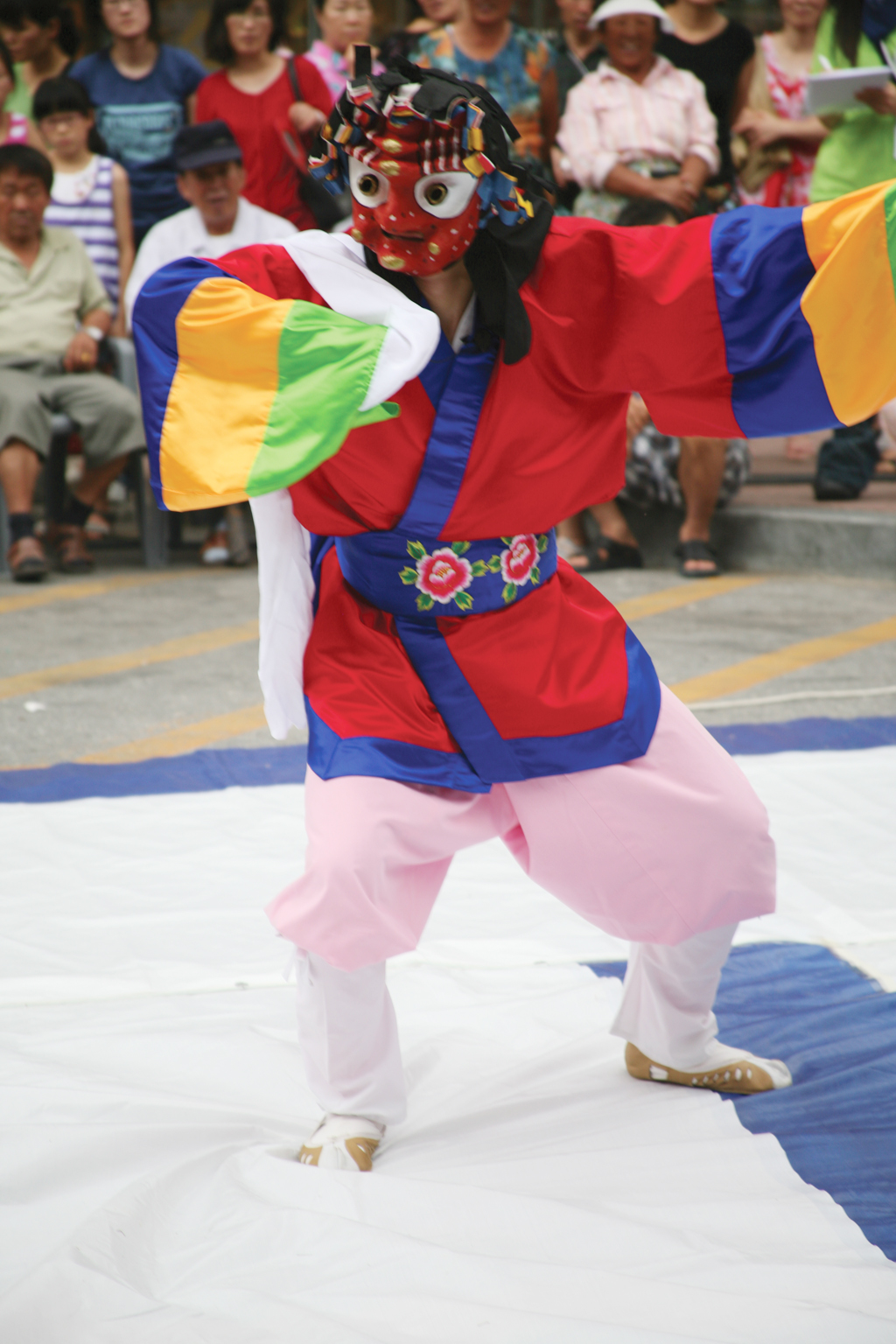
Thalcshum előadás

## További információ
- A Koreai Kulturális Központ oldalának ide vonatkozó bejegyzése